# Friedrich Frey-Herosé
Pour les articles homonymes, voir Frey et Herosé.
Friedrich Frey-Herosé, homme politique suisse, né le 12 octobre 1801 à Lindau, en Bavière, et mort le 22 septembre 1873, bourgeois d'Aarau (Argovie). Conseiller fédéral de 1848 à 1866. Il fait partie du premier Conseil fédéral pour le Parti radical-démocratique suisse.

## Biographie
Friedrich Frey-Herosé naît le 12 octobre 1801 à Lindau, en Bavière (Allemagne). Il est originaire d'Aarau.
Son père, Daniel Frey-Herosé, originaire de Lindau, est le président de la ville d'Aarau ; sa mère est née Anna Elisabeth Sulzer.

## Départements
- 1848-1853 : Département du commerce et des péages
- 1854 : Département politique
- 1855-1859 : Département militaire
- 1860 : Département politique
- 1861-1866 : Département du commerce et des péages

## Présidence de la Confédération
- 1854, 1860

## Franc-maçonnerie
Franc-maçon, il est membre de la Loge "Zur Brudertreue" de Aarau, appartenant à la Grande Loge suisse Alpina.